# The Winning Girl
The Winning Girl è un film muto del 1919 diretto da Robert G. Vignola. La sceneggiatura di Will M. Ritchey si basa su Jem of the Old Rock, racconto di George Weston pubblicato su The Saturday Evening Post il 5 ottobre 1918.

## Trama
Jemmy si chiama così perché suo padre, il maggiore Milligan, che avrebbe voluto un maschio, aveva predisposto per il nome del suo primogento quello di Jimmy. Quando poi era nata una bambina, pigramente, aveva conservato il nome, convertendolo in Jamesina o, più brevemente, in Jemmy. Alla nascita del secondo figlio, la mamma muore. Jamesina cresce. Suo padre, intanto, si risposa con una vedova che si porta in dote tre figli. La famiglia comincia ad avere dei problemi finanziari e Jemmy, per aiutare in casa, deve andare a lavorare in una fabbrica di tessuti. Trova lavoro anche per tutti gli altri fratelli più piccoli, arrivando anche a spingere il padre a fare altrettanto. Innamorata di Stanley Templeton, un aviatore in licenza, Jemmy rinuncia a lui quando la madre del ragazzo rifiuta di dare il proprio consenso a quel fidanzamento. Stanley riparte per il fronte, mentre Jemmy, rimasta a casa a lavorare, sorprende una spia tedesca che sta sabotando la fabbrica. Avendola catturata, la ragazza riceve una ricompensa che permette ai Milligan di pagare l'ipoteca che gravava sulla loro casa. La signora Templeton si pente della sua prevenzione nei confronti di Jemmy e si scusa con lei: quando Stanley torna dalla guerra, sua madre benedice il fidanzamento dei due giovani.

## Produzione
Il film fu prodotto dalla Famous Players-Lasky Corporation. Questo fu il primo film da protagonista alla Paramount di Shirley Mason, un'attrice che, in precedenza, aveva interpretato dei film a fianco di Ernest Truex.

## Distribuzione
Il copyright del film, richiesto dalla Famous Players-Lasky Corp., fu registrato il 17 gennaio 1919 con il numero LP13288.
Distribuito dalla Famous Players-Lasky Corporation e presentato da Jesse L. Lasky, il film uscì nelle sale cinematografiche statunitensi il 23 febbraio 1919.
Non si conoscono copie ancora esistenti della pellicola che viene considerata presumibilmente perduta.